# گوما ایر
گوما ایر (به انگلیسی: Goma Air) یک شرکت هواپیمایی نپالی است که قطب این شرکت هواپیمایی در فرودگاه سورخت قرار دارد و به ۱۰ مقصد، پرواز مستقیم انجام می‌دهد.

## مقصدهای پروازی
- نپال
  - فرودگاه باجهانگ
  - فرودگاه باجورا
  - فرودگاه روکومکوت
  - فرودگاه دولپا
  - فرودگاه جوملا
  - فرودگاه نپالگونج
  - Rukum Airport
  - فرودگاه سیمیکوت
  - فرودگاه سورخت (قطب)
  - Talcha Airport